# عبد الغني قنوت
عبد الغني قنوت (1922م – 4 آذار 2001 م) ضابط وسياسي سوري، وزير الشؤون الاجتماعية و العمل، وزير الأشغال العامة، وأمين عام حركة الإشتراكيين العرب وعضو في مجلس الشعب فترة السبعينات من القرن الماضي.

## حياتة وتعليمه
ولد عبد الغني قنوت في حماة ودرس في مدارسها. دخل الكلية الحربية في حمص سنة 1949م تطوع في جيش الإنقاذ انتسب سنة 1950 إلى الحزب الاشتراكي العربي الذي أسسه اكرم الحوراني، الذي انبثقت عنه حركة الاشتراكيين العرب بعد سنوات طويلة. دخل في المخابرات العسكرية (المكتب الثاني) واُتهم بمقتل العقيد محمد ناصر في تموز 1950، آمر سلاح الطيران اعتقل فوراً وأجريت له محاكمة عسكرية ولكن تدخلاً من الشيشكلي أدى إلى إطلاق سراحه وإعادته إلى الخدمة العسكرية مع تبرئته من دم محمد ناصر.
عُيّن وزيراً للأشغال العامة في الحكومة التي شكلها حافظ الاسد. سمّي عضواً في مجلس الشعب وبعد انتخابه أميناً عاماً لحركة الاشتراكيين العرب، أصبح عضواً في اللجنة المركزية للجبهة الوطنية التقدمية، ساهم في كتابة ميثاق الجبهة وبقي وزيراً في حكومات عبد الرحمن الخليفاوي ومحمود الأيوبي لغاية عام 1976.

## المناصب التي شغلها
وزيراً للشؤون الاجتماعية (7 تشرين الأول 1958 – 23 كانون الأول 1959) ، سبقه في المنصب: حسين الشافعي (مصري)
خلفه في المنصب: كمال الدين رفعت (مصري)، وزيراً للأشغال العامة (21 تشرين الثاني 1970 – 9 آب 1976) سبقه في المنصب: ممدوح جابر وخلفه في المنصب: ناظم قدور ، أمين عام حركة الاشتراكيين العرب (1971-2001) سبقه في المنصب: لا يوجد خلفه في المنصب: أحمد الأحمد .

## الوفاة
توفي عبد الغني قنوت بدمشق عن عمر ناهز 79 عاماً يوم 4 آذار 2001.